# Siège de Gorinchem (1813-1814)
Pour les articles homonymes, voir Siège de Gorinchem.

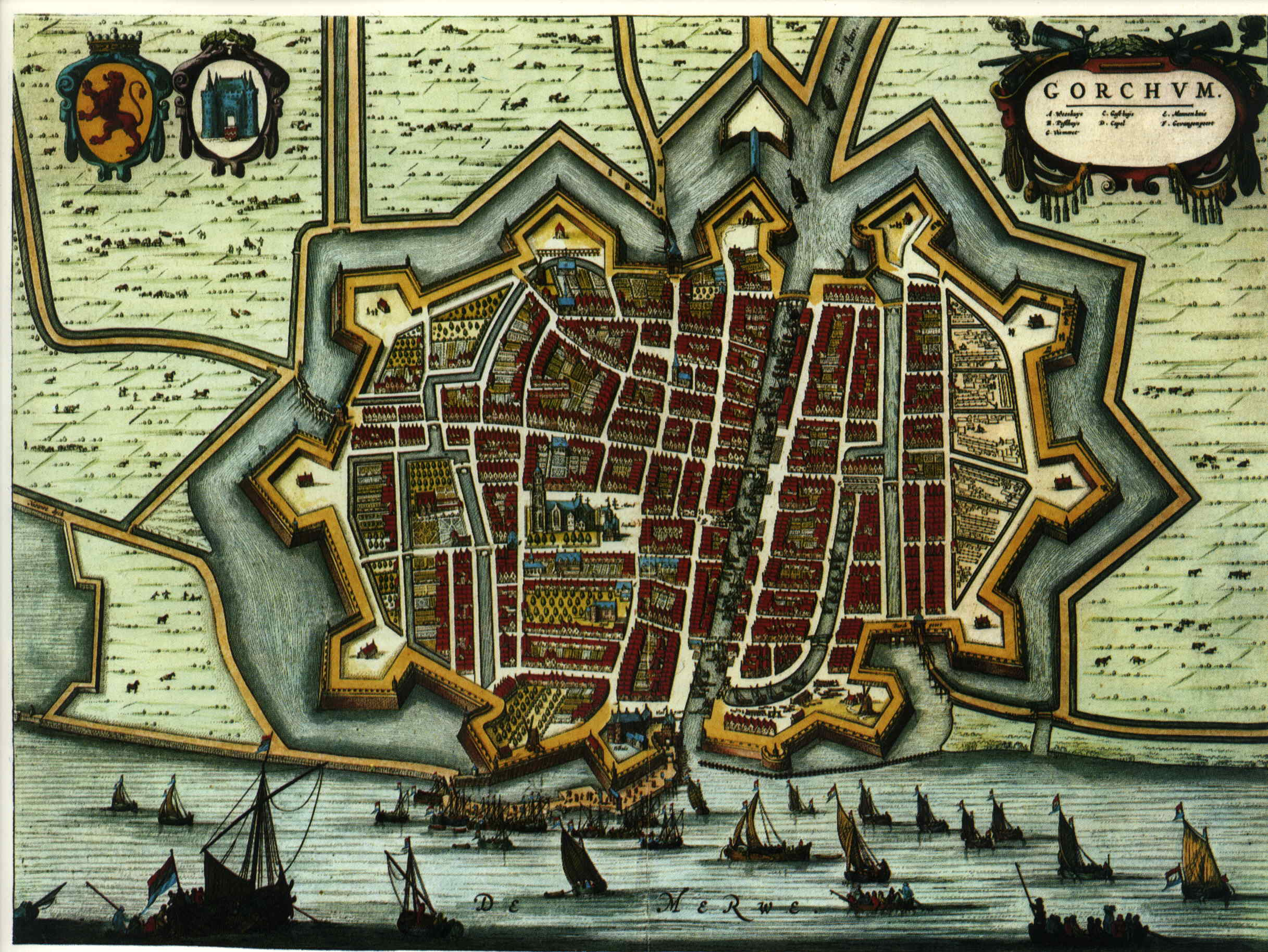
Plan de Gorinchem d'après Willem et Johannes Blaeu, 1652

Le siège de Gorinchem ou Gorkum, actuellement aux Pays-Bas, a eu lieu entre le 18 novembre 1813 et le 20 février 1814.

## Préambule
Napoléon Ier ayant perdu la bataille de Leipzig, la France était en train de perdre la guerre contre les Alliés. L'ancien royaume de Hollande, annexé par Napoléon en 1810, se soulevait contre les Français qui perdaient du terrain au profit des armées de la Russie et du royaume de Prusse tandis que la flotte britannique débarquait sur les côtes. Gorinchem, selon Napoléon « la clef de la Hollande », était une ville d'importance stratégique. Le 18 novembre, le général Antoine-Guillaume Rampon déclara la ville sous loi martiale. Les troupes françaises évacuaient Amsterdam et La Haye pour faire face à l'invasion de la France : de nombreuses unités militaires françaises passaient par Gorinchem pour se replier vers le sud.

## Le siège
Les Alliés continuaient leur avance : Gorinchem fut assiégée et les Alliés commencèrent à bombarder la ville le 22 janvier. 
Le 7 février, les Français conclurent un cessez-le-feu par lequel ils s'engageaient à rendre la place s'ils n'étaient pas secourus avant le 20 février. Aucun secours ne venant, la ville fut remise aux Alliés.
La brigade prussienne du général Zielinski s'empara de 3 500 prisonniers, 176 canons, 800 quintaux de poudre et une grande quantité de vivres et équipements. Elle repartit ensuite vers Maastricht pour aller rejoindre le corps d'armée du général Bülow en Champagne.